# Derrick Lewis
Pour les articles homonymes, voir Derrick Lewis (combattant de MMA) et Lewis.
Derrick Lewis, né le 1er août 1966 à Tarboro, en Caroline du Nord, est un ancien joueur de basket-ball professionnel américain naturalisé français. Il mesure 2,03 m.

## Biographie
En championnat de France, il est l’auteur du seul quadruple-double de la Pro A  avec 20 points, 11 rebonds, 12 interceptions et 10 contres au cours d'un match avec Reims contre Lorient le 24 février 1990.

## Université
- 1984 - 1988 :  University of Maryland (Maryland Terrapins) (NCAA)

## Clubs
- 1988 - 1989 : A joué en CBA

- 1989 - 1992 :  Reims (N 1 A)

- 1992 - 1993 :  Saint Brieuc (N A 2)

- 1993 - 1994 :  Mulhouse (Pro B)

- 1994 - 2001 :  Nancy (Pro A)

- 2001 - 2002 :  Pau Orthez (Pro A)

- 2002 - 2004 :  Le Havre (Pro A)

## Palmarès
- Meilleur contreur de Pro A en 1990, 1991, 1994, 1996, 1997 et 1998.

- Finaliste du Championnat de France Pro A en 2002

- 16e meilleur marqueur de l'histoire de la pro A (4001 pts), 4e rebondeur (2589 rbds) et 46e passeur (747 pds).